# Janík
Pour les articles homonymes, voir Janik.
Janík est un village de Slovaquie situé dans la région de Košice.

## Histoire
Première mention écrite du village en 1285.
La localité fut annexée par la Hongrie après le premier arbitrage de Vienne le 2 novembre 1938. En 1938, on comptait 887 habitants dont 10 d'origines juives. Elle faisait partie du district de Cserhát-Encs (hongrois : Cserhát-encsi járás). Le nom de la localité avant la Seconde Guerre mondiale était Jánok. Durant la période 1938 - 1945, le nom hongrois Jánok était d'usage. À la libération, la commune a été réintégrée dans la Tchécoslovaquie reconstituée.

## Démographie

### Évolution de la population
| Année:               | 1994. | 2004.   | 2014.   | 2024.   |
| -------------------- | ----- | ------- | ------- | ------- |
| Nombre de personnes: | 537   | 569     | 621     | 600     |
| Différence:          |       | +5,95 % | +9,13 % | -3,38 % |

| Année:               | 2023. | 2024.   |
| -------------------- | ----- | ------- |
| Nombre de personnes: | 609   | 600     |
| Différence:          |       | -1,47 % |